# Château d'amour

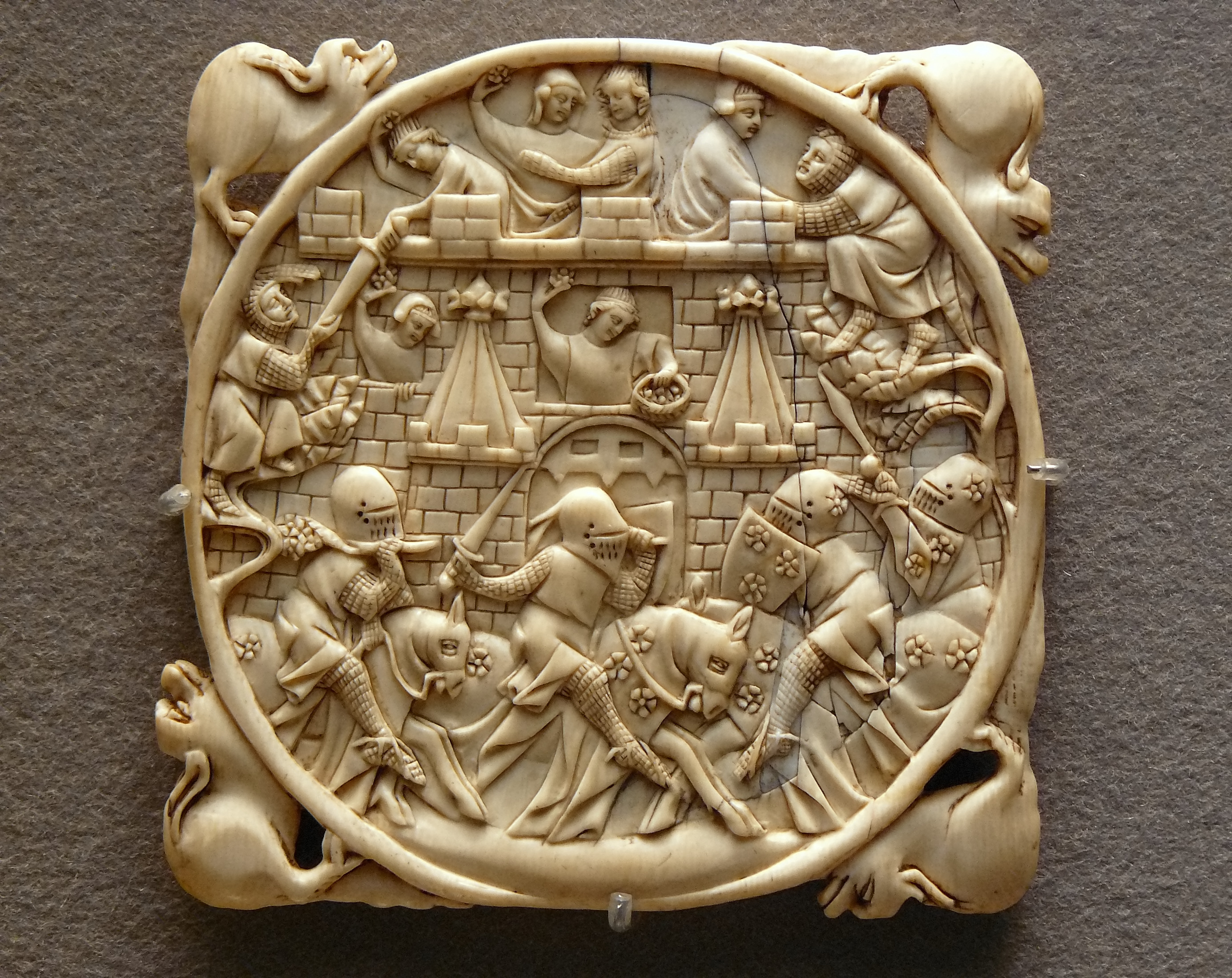
Siège du château d'amour, deuxième quart du XIVe siècle
(Musée du Louvre).

Dès le début du XIVe siècle, le thème du château d'amour est sculpté sur les valves, ou couvercles de miroir en ivoire du Moyen Âge
Ces images représentent un château défendu par des femmes, assiégé ou pris d’assaut par des chevaliers. Parfois ces dames jettent des fleurs sur les assaillants, contre lesquels le Dieu d’Amour couronné et ailé lance des flèches. On peut voir les occupantes du château assistant à un tournoi, parfois un chevalier enlève sa bien-aimée.
Dix objets ainsi décorés ont été recensés, tous du XIVe siècle, produits en France, ainsi que deux copies du XIXe siècle.
Le château d’amour est une allégorie de la femme qui doit être conquise par les manœuvres courtoises de son amant, idée présente dans le Roman de la Rose (1237).
Le théologien et philosophe Robert Grosseteste, évêque de Lincoln, a écrit entre 1230 et 1240 un ouvrage, intitulé Chasteau d'amour, qui compare le corps de la Vierge Marie à un château, dans lequel le Christ s’est incarné.
Dès le XIIIe siècle, on a exécuté des enluminures, ainsi qu'au XIVe siècle, d’autres objets en ivoire d’usage courant comme les coffrets illustrant ce motif. En 1214, un château d'amour fut organisé lors des fêtes de Pâques en la ville de Trévise. Un château de bois, couvert d'étoffes de valeur, était défendu par des jeunes épouses et filles. Il fut attaqué successivement par des troupes d'hommes venus des villages alentour et arborant l'insigne de leur commune. Ceux-ci pouvaient attaquer le château avec des oranges, des dattes, des noix de muscade, des roses, des œillets et des lis.